# Сіонізм
Сіоні́зм (івр. ציונות) (від гори Сіон) — єврейський націоналізм, рух європейських євреїв кінця 19 ст. за створення єврейської держави. Головна мета сіонізму була досягнутою в 1948 р. із створенням держави Ізраїль, що визнала за всіма євреями право жити в межах її кордонів. З цього моменту сіонізмом можна назвати підтримку держави Ізраїль, також підтримка єврейської нації у світі та її зв’язків з Ізраїлем. Подібно до інших форм націоналізму, особливим різновидом якого він є, сіонізм припускає значне розмаїття ідеологій.
У 1947 році Генеральна асамблея ООН прийняла резолюцію 181, що передбачає створення на території Палестини двох держав — єврейської і арабської, забезпечивши таким чином досягнення ключової мети сіонізму.
Проте 10 листопада 1975 року XXX сесія Генеральної Асамблеї ООН зусиллями СРСР (за підтримки арабських і «неприєднаних» країн і на тлі нафтової кризи 1973—1974 років) ухвалила (за — 72, проти — 35, утрималися — 32) резолюцію 3379, яка визначила сіонізм як «форму расизму та расової дискримінації».
16 грудня 1991 року на вимогу США і Ізраїлю (що поставив скасування резолюції 3379 умовою участі країни в Мадридській конференції) це визначення було відкликане резолюцією 4686 Генеральної Асамблеї ООН (за — 112, проти — 25, утрималося — 13).

## Походження і термін
Слово «сіонізм» є похідним від Сіон (івр. צִיּוֹן — Ціон), при цьому Земля Ізраїлю (Ерец-Ісраель) нерідко іменувалася «дочкою Сіону», а єврейський народ — «синами Сіону».

## Мета та ідеологія
Сіоністський рух поставив собі за мету вирішити «єврейську проблему», розглядаючи її як проблему національної меншини, безпорадного народу, долею якого є страждання  від погромів та переслідувань; народу, якого всюди піддають дискримінації, вказуючи на його чужість. Сіонізм намагався домогтися вирішення цієї проблеми шляхом повернення євреїв в Ізраїль. У сіонізмі мав місце синтез цілей: звільнення і єдності, бо мета полягала, як у звільненні євреїв з-під гнітючої їх влади, так і у відновленні єдності євреїв через збирання єврейських діаспор з усього світу на їх Батьківщині.
Формування «нового єврея», здатного не тільки розвивати свою країну, але і захистити її, на думку дослідників сіонізму, служило для засновників ізраїльської держави одним з основних пріоритетів.